# X 2400
Les X 2400 sont une série d'autorails monocaisse de la SNCF. Les XABDP 2400, dits unifiés 600 ch, construits  à 79 exemplaires de 1951 à 1955. Ils comportent 12 places de 1re et 56 de 2de classe, avec une longueur de 27 m et sont capables d'atteindre une vitesse maximum de 120 km/h. Ces autorails ont la possibilité d'être attelés à des remorques ou jumelés, chaque élément ayant son propre conducteur, communiquant entre eux par signal sonore.

## Historique
La série des X 2400 a été mise en service sur le réseau ferroviaire aux côtés des X 3800 dit Picasso. Ces autorails vont entrainer la disparition progressive de la traction à vapeur et  renouveler le parc d'autorails.
La série se trouve à sa mise en service, affectée au dépôt de Limoges et utilisée pour les lignes à forte rampes du Massif central. Les autorails sont quelquefois attelés à des remorques unifiées XR 7300, 7800 et 8100 notamment.
De nombreux dépôts vont aussi recevoir des engins neufs dont Grenoble - avec les X 2410, X 2414 et X 2445 en 1954, Rennes, Lyon-Vaise, Marseille, etc. Les X 2400 seront vite accompagnés par la série des X 2800 équipés d'un seul moteur, mais plus puissant.
Le coût de maintenance des X 2400 étant bien supérieur à celui des X 2800 équipés d'un seul moteur, la série sera mutée progressivement au dépôt de Rennes, pour des lignes moins difficiles.
L'arrivée des X 2100 et des X 2200 dans les années 1980 va permettre la mise en retraite de la série qui se terminera en 1989.
L'X 2464 sera retiré du service en 1988 pour être transformé en engin de mesures des installations électriques. Il aura dès lors la livrée Corail, à base de gris foncé, d'orange et de blanc avec mise en place de cartouches d'engins de mesures.
Plus d'une dizaine d'exemplaires seront sauvegardés.
Il existe deux sous-séries de X 2400 :
- XABDP 2401 à 2469 avec une masse 43 t, avec deux moteurs 517 G Renault de 250 kW (340 ch).
- XABDP 2470 à 2479 avec une masse 44,5 t, avec deux moteurs Saurer de 235 kW (320 ch).

## Services assurés
Ces autorails ont circulé sur tout le réseau français et notamment sur :
- Paris-Nord - Beauvais
- Rennes - Saint-Brieuc
- Rennes - Saint-Malo
- Rennes - Nantes via Redon
- Nantes - Ligne de Savenay à Landerneau - Brest
- Brest - Morlaix - Saint-Brieuc - Rennes
- Ligne de Morlaix à Roscoff
- Ligne de Bréauté à Fécamp
- Grenoble - Marseille via Veynes par la ligne des Alpes (de 1954 à 1962)
- Clermont-Ferrand - Marseille via Nîmes à la création de la relation « Le Cévenol » (de 1954 à 1959)
- Lyon - Toulouse via Le Puy, Mende et Albi
- Bordeaux - Mont-de-Marsan via Morcenx
- Bordeaux - Sarlat via Le Buisson
- Bordeaux - Limoges via Périgueux
- Limoges - Agen
- Nantes - Limoges via Poitiers
- Ligne de Tours à Saint-Nazaire - Le Croisic
- Nantes - Saint-Gilles-Croix-de-Vie (X 2423)
- Clermont-Ferrand - Montluçon
- Marseille - Toulon
- Toulouse - Auch

## Dépôts titulaires
- Amiens (affectation temporaire)
- Batignolles-Remblai (affectation temporaire)
- Caen (de 1954 à 1960)
- Châlons-sur-Marne, devenu Châlons-en-Champagne, (affectation temporaire)
- Grenoble (avec 3 exemplaires en 1955 (X 2410, X 2414, X 2245), puis 4 exemplaires (jusqu'en 1962), au Centre autorails de Grenoble)
- Limoges (de 1967 à 1987)
- Lyon-Perrache (annexe traction, et affectation temporaire de 1951 à 1952)
- Lyon-Vaise (de 1952 à 1961)
- Longueau (de 1966 à 1969)
- Marseille-Blancarde (de 1969 à 1974)
- Marseille-Saint-Charles (de 1955 à 1964, puis transfert à Marseille-Blancarde)
- Metz-Sablon (affectation temporaire en 1973)
- Montluçon (affectation temporaire de 1951 à 1966)
- Nancy-Heillecourt (X 2470 à X 2479, de 1955 à 1966)
- Nantes-Blottereau (de 1960 à 1966)
- Nîmes (affectation temporaire de 1967 à 1969, puis transfert à Marseille-Blancarde la même année)
- Rennes (de 1955 à 1989, dernier dépôt titulaire)
- Rouen-Orléans (de 1955 à 1966)
- Sotteville (de 1958 à 1978)
- Strasbourg (de 1954 à 1966)
- Toulouse (de 1951 à 1962)

## Engins conservés (état en 2014)
- X 2403 : sauvegardé par les Chemins de Fer de la Haute Auvergne,  Classé MH (1997)[3].
- X 2413 : Pupitre de conduite préservé et en exposition à la Cité du train, à Mulhouse
- X 2419 : sauvegardé par CFT, vallée du Loir), circule entre Thoré-la-Rochette et Troo.  Classé MH (1997)[4].
- X 2423 : Chemins de fer du Centre-Bretagne (CFCB) à Loudéac depuis juin 2005
- X 2425 : Chemin de Fer du Haut Forez depuis avril 2006 (ex Quercyrail)
- X 2426 : Train touristique du Cotentin, vendu en 1995 à Pontaurail, puis CF Touristique du Rhin, puis depuis décembre 2006 à l'Association le Coni'fer -25370- Les Hôpitaux-Neufs (celui qui figure sur les 2 photos)
- X 2416 : Préservé par le CFTA, Réseau Breton de Carhaix (à l'état d'épave, a été démantelé)
- X 2429 : Préservé par le CFTA, Réseau Breton à Carhaix (démotorisé). Il a été revendu à la SNCF car cette dernière n'avait plus de pièces de rechange pour celui qu'elle avait conservé (X 2464), il a été démantelé au chantier de Culoz dans L'Ain.
- X 2448 : démantelé en février 2009 à cause de son trop mauvais état de conservation, des pièces détachées ont été récupérées pour le X 2403 des "CFHA"
- X 2464 : Engin de mesure des installations électriques SNCF. Retiré du service le 04 octobre 2010, garé au Mans.[réf. nécessaire].
- X 2468 : garé à l'origine à Guîtres, puis transféré à Toulouse, cet autorail a été vendu par le CFTSA en 2007[5].
- X 2475 : un temps envisagé pour le musée de Saint-Étienne, projet abandonné

## Accidents et incidents
- L' X 2449, tractant une remorque unifiée et deux XR 8800 a été détruit le 3 juillet 1954 lors de la collision frontale de Châteaubourg.

## Modélisme
Des artisans tels que Loco-diffusion ou Atmofer ont édité le X 2400 en kit ou monté.
La firme Electrotren a reproduit à partir de 2008 plusieurs versions de cet autorail en HO, modèle repris par Jouef en 2019 avec quelques améliorations (nouvelles numérotations, sonorisation, numérisation).

## Galerie de photographies

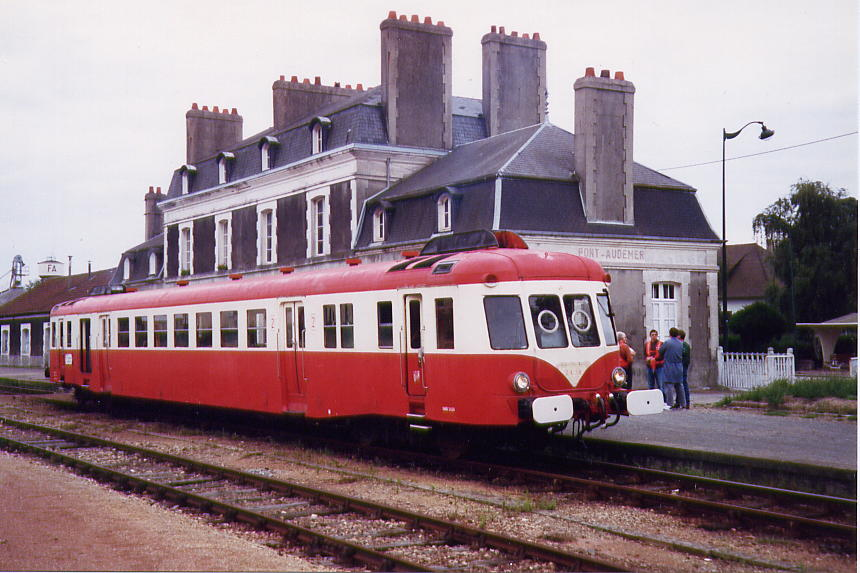
L'X 2426 en gare de Pont-Audemer le 10 septembre 1995.
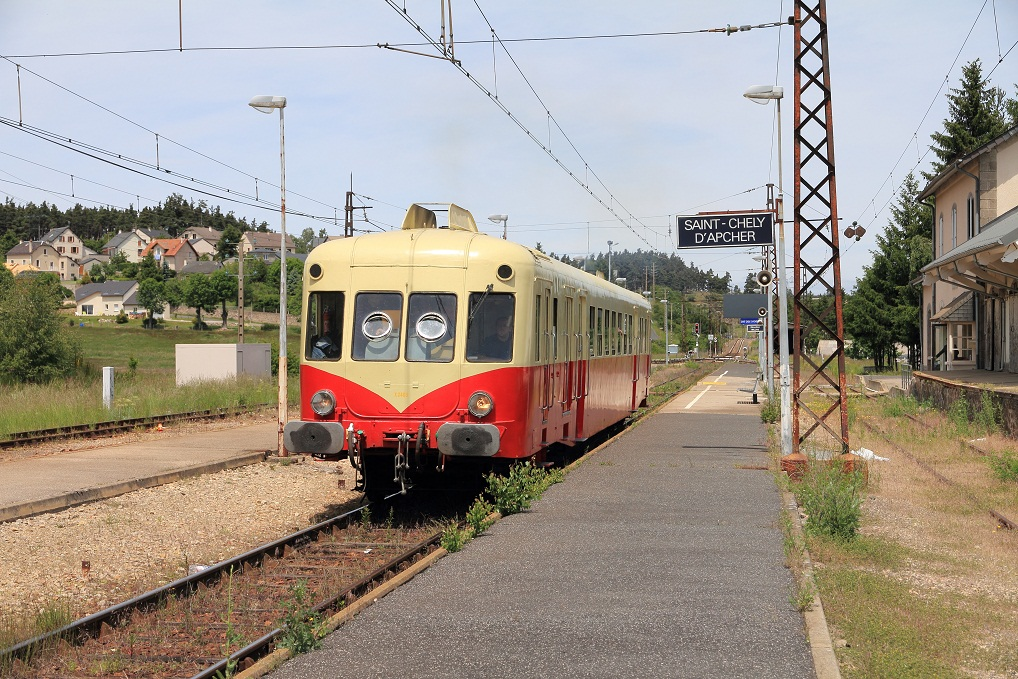
L'X 2403 en gare de gare de Saint-Chély-d'Apcher en 2011.
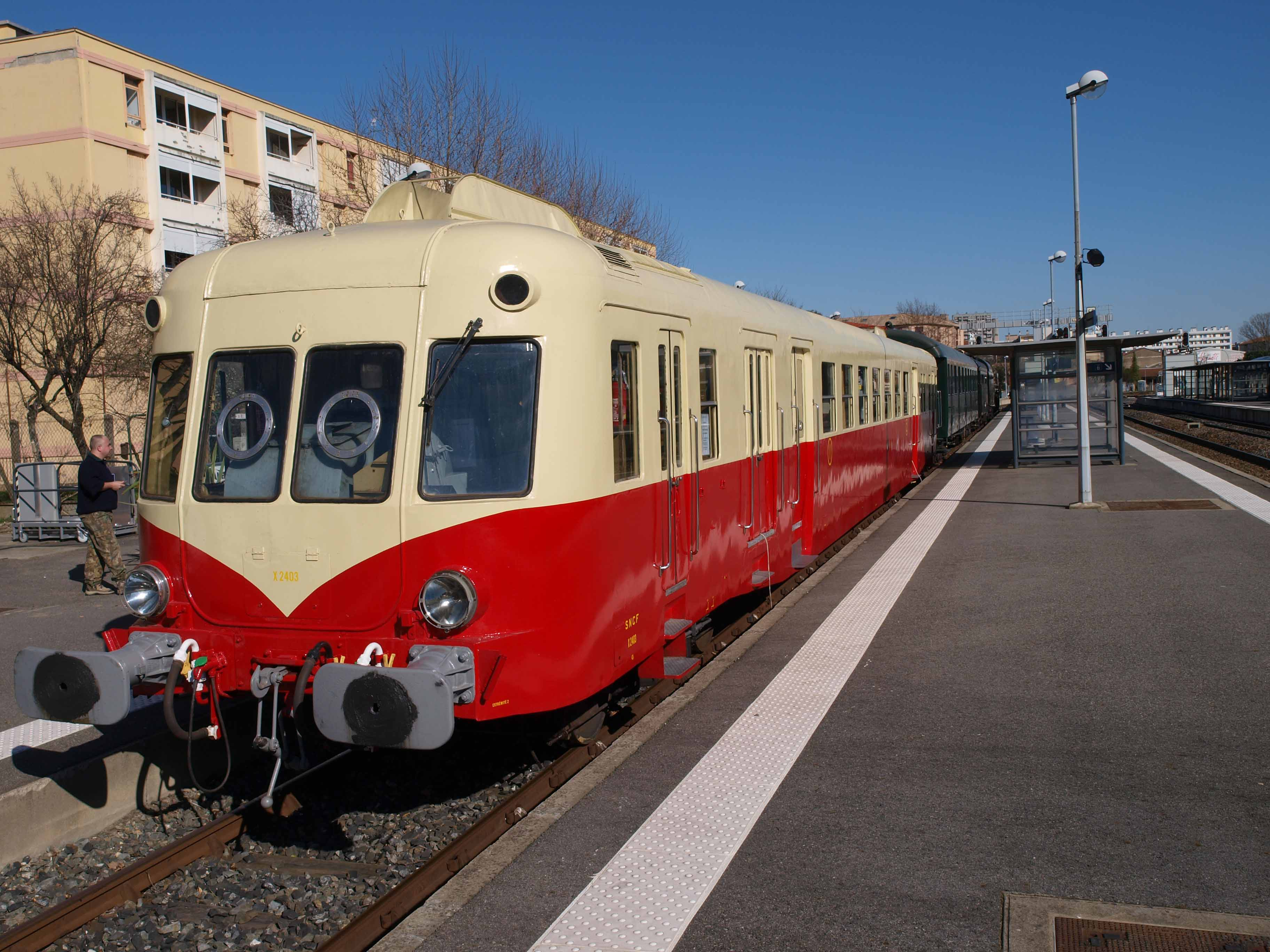
L'X 2403 en gare de Toulouse-Saint-Cyprien-Arènes le 25 février 2009.
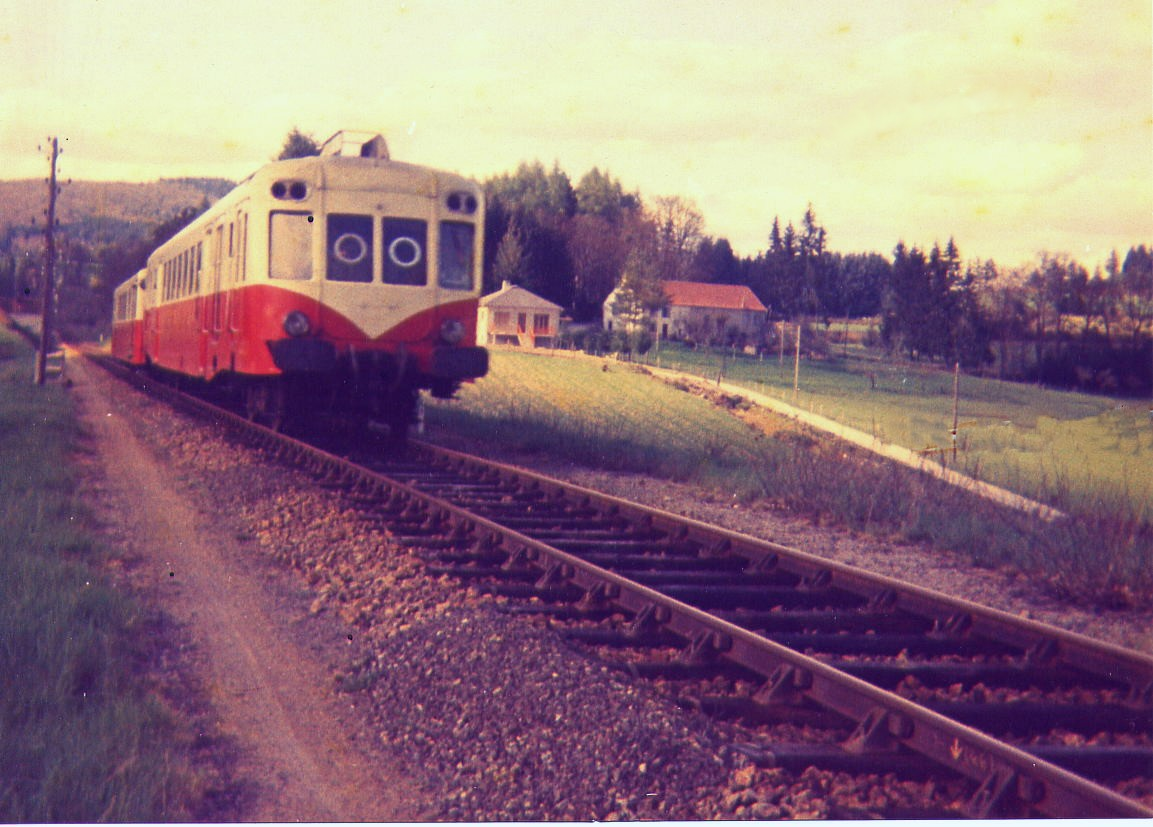
Un X 2400 avec sa remorque en provenance de Limoges avant son arrivée en gare de Meymac vers 1969.
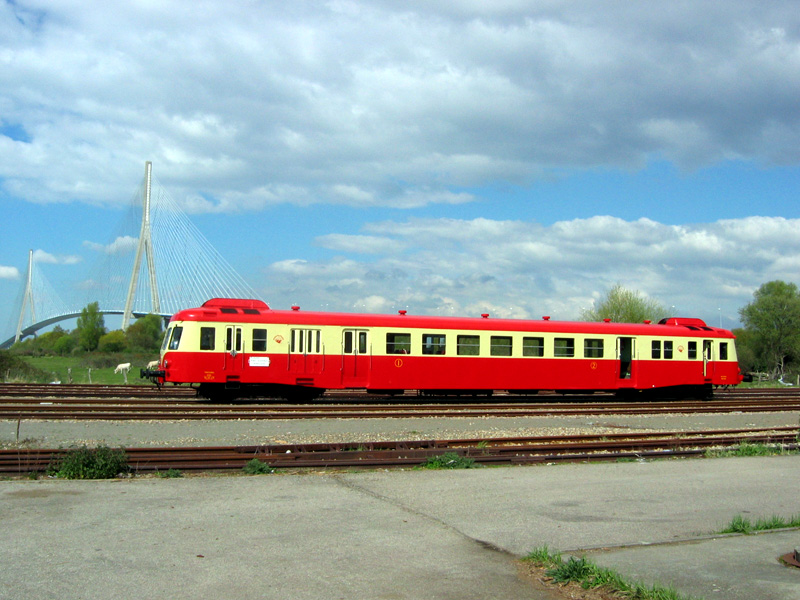
L'X 2426 à Honfleur.
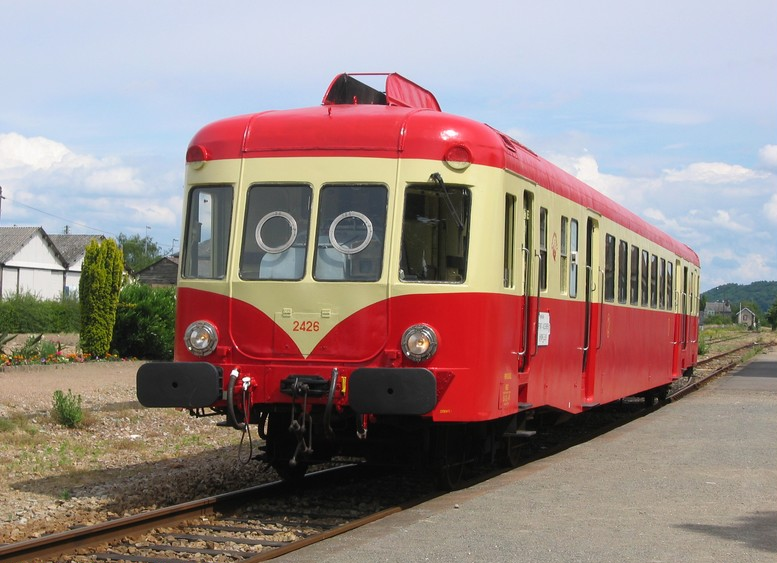
L'X 2426 en gare de Pont-Audemer le 20 juin 2004
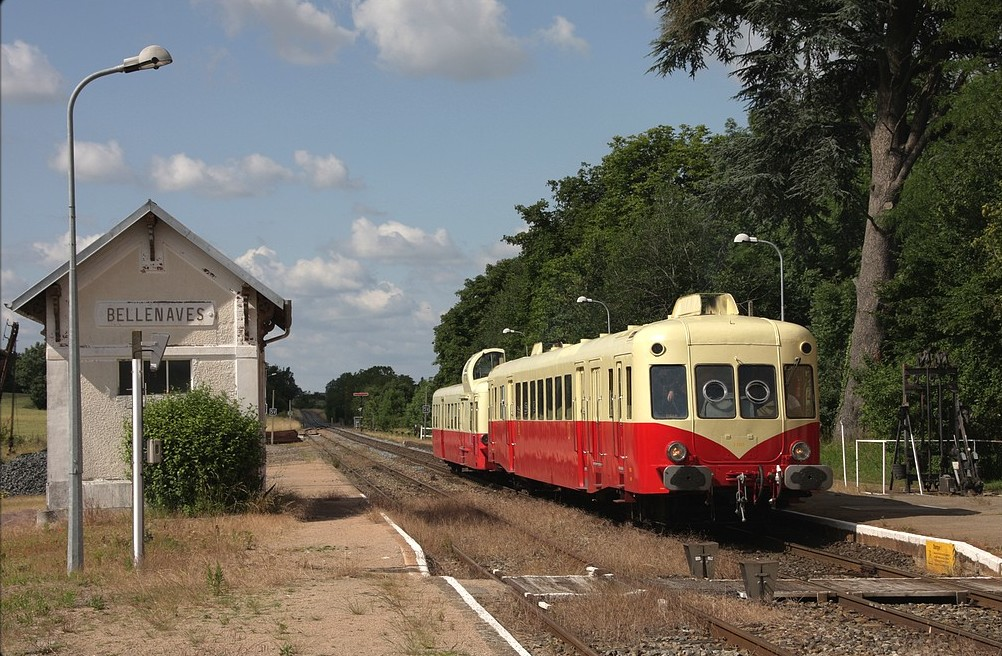
L'X 2403 avec l'X 4039 attelé en gare de Bellenaves, en attente d'un croisement le 20 juin 2009.
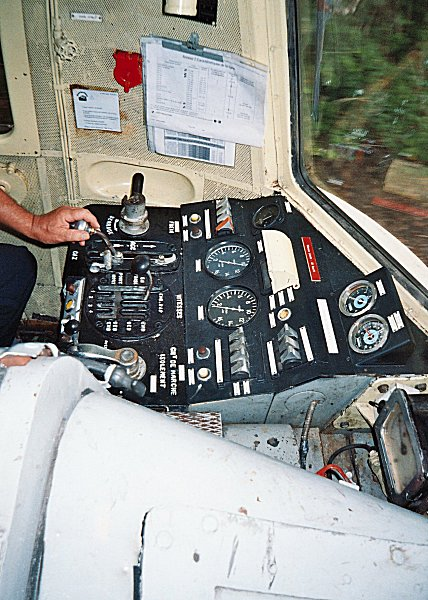
Pupitre du poste de conduite de l'autorail X 2426.
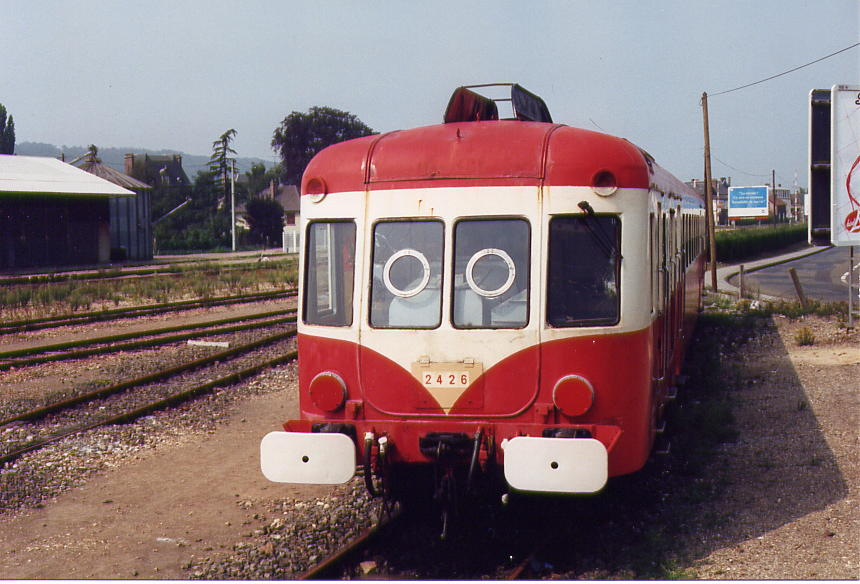
L'X 2426 en gare de Pont-Audemer le 10 septembre 1995.
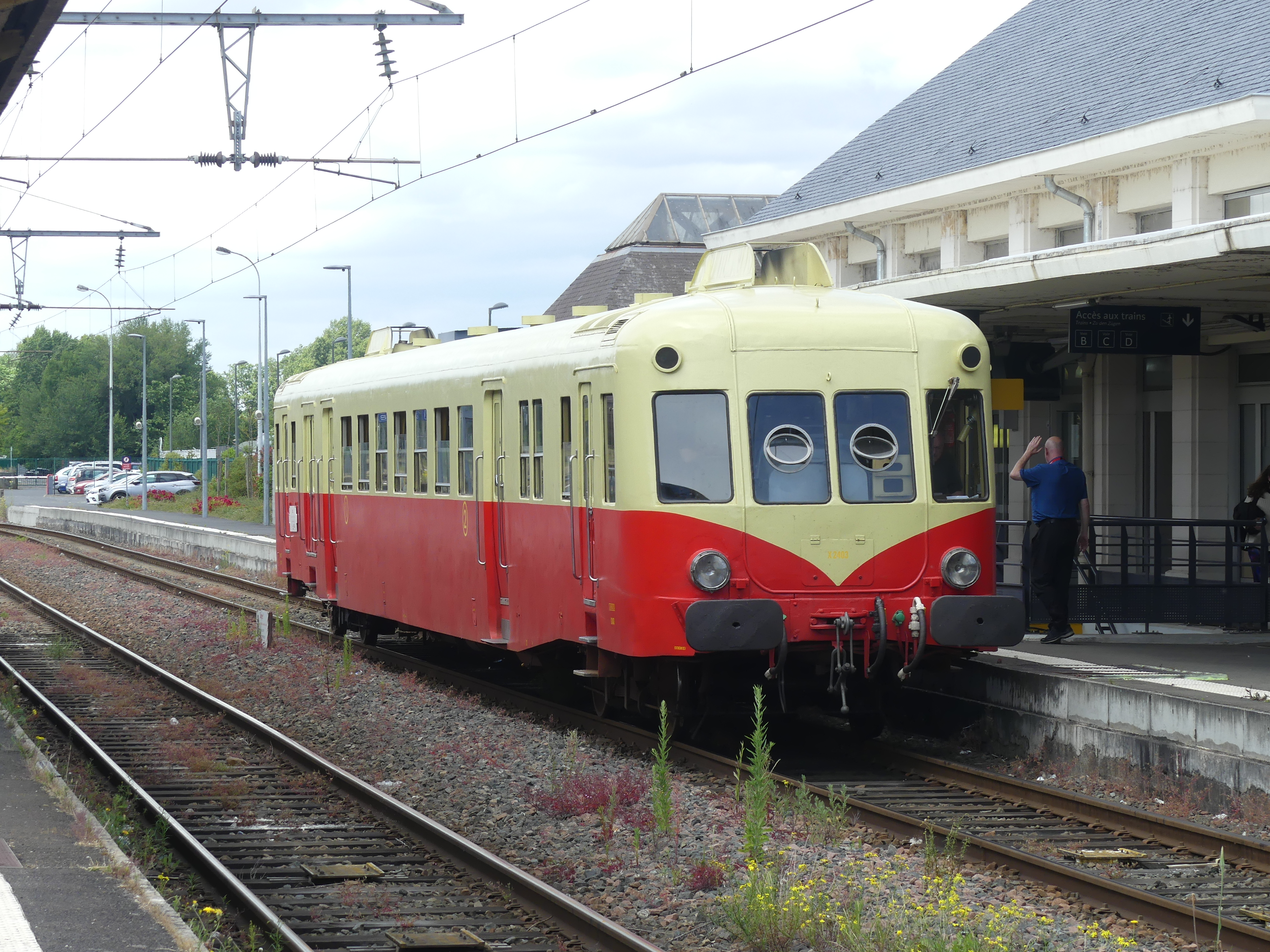
l'X 2403 à l'arrêt en gare de Saumur, au milieu de son trajet entre Les Sables d'Olonnes et Limoges
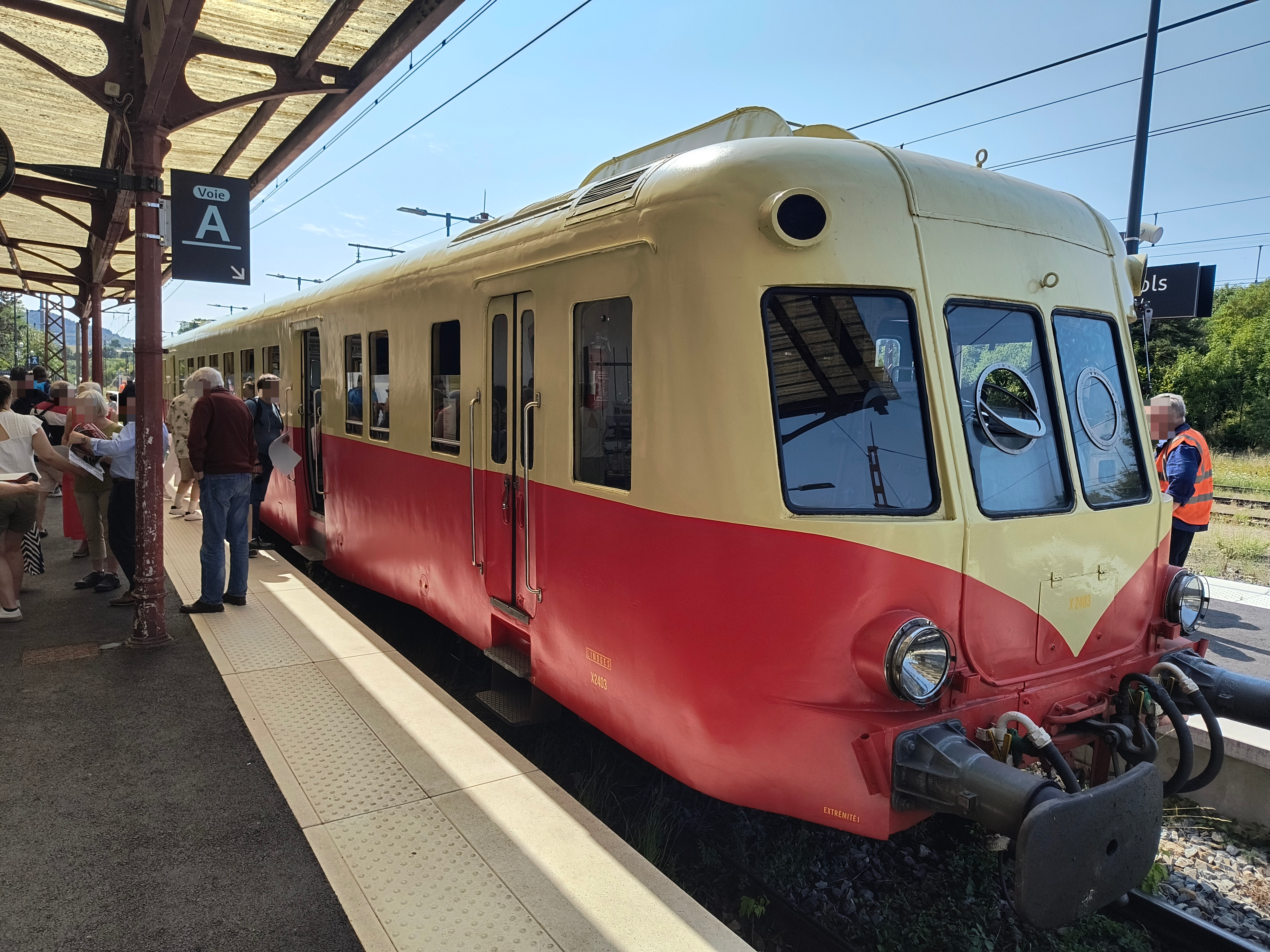
l'autorail X 2403 "La Micheline" en gare de Marvejols le 6 Août 2025